# Jane Rogers
Jane Rogers (Londres, Inglaterra; 21 de julio de 1952) es una novelista británica, editora, guionista, y maestra. Es conocida por sus novelas de Mr. Wroe's Virgins y The Voyage Home. En 1994, Rogers fue elegida como miembro de la Royal Society of Literature.

## Obra
- The Voyage Home
- Island
- Promised Lands
- Mr. Wroe's Virgins
- The Ice is Singing
- Her Living Image
- Separate Tracks
- The Testament of Jessie Lamb[1]